# Pierre Kaffer

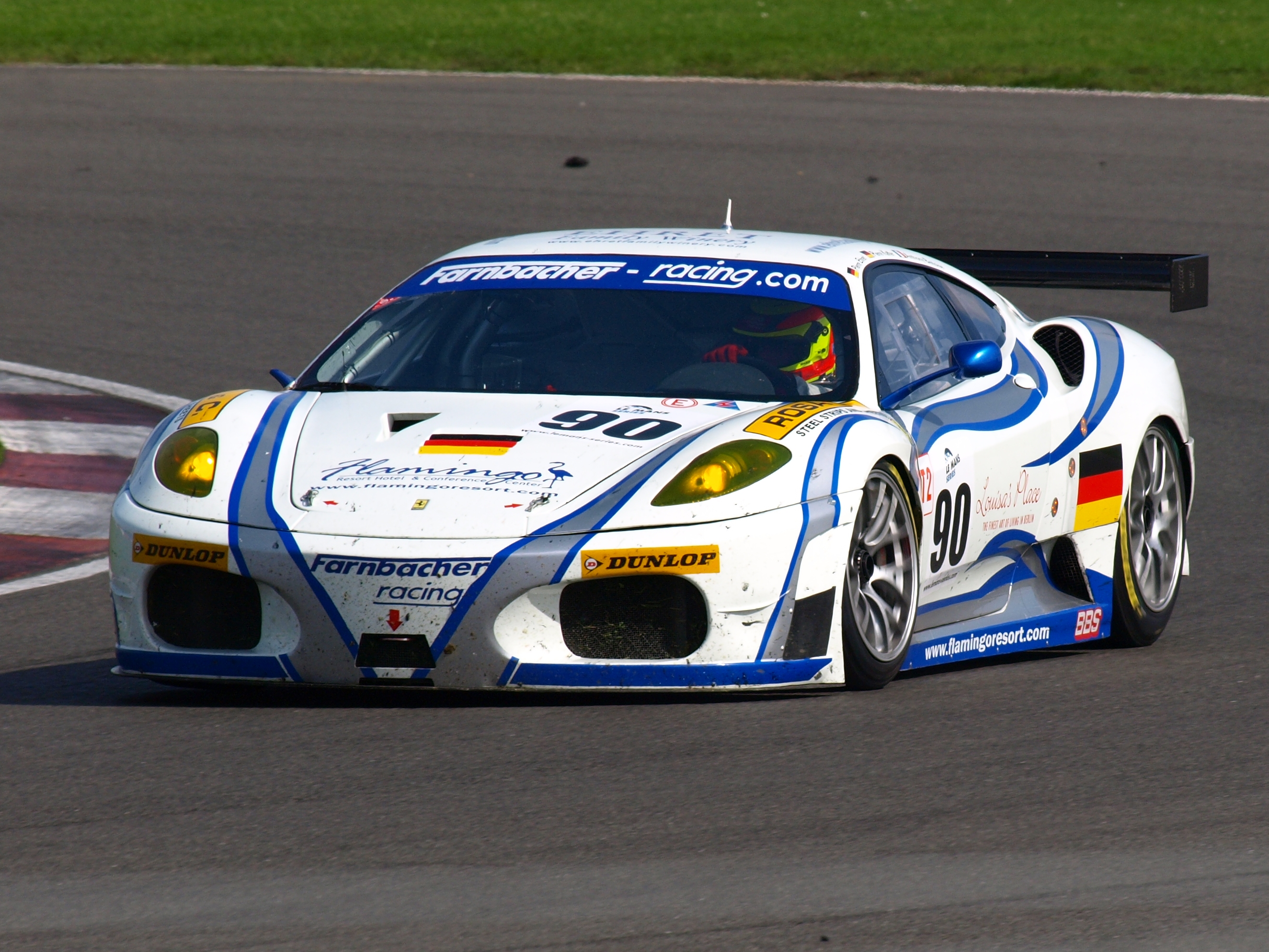
Ferrari 430 de Farnbacher pilotado por Pierre Kaffer en los 1000 km de Silverstone de 2008

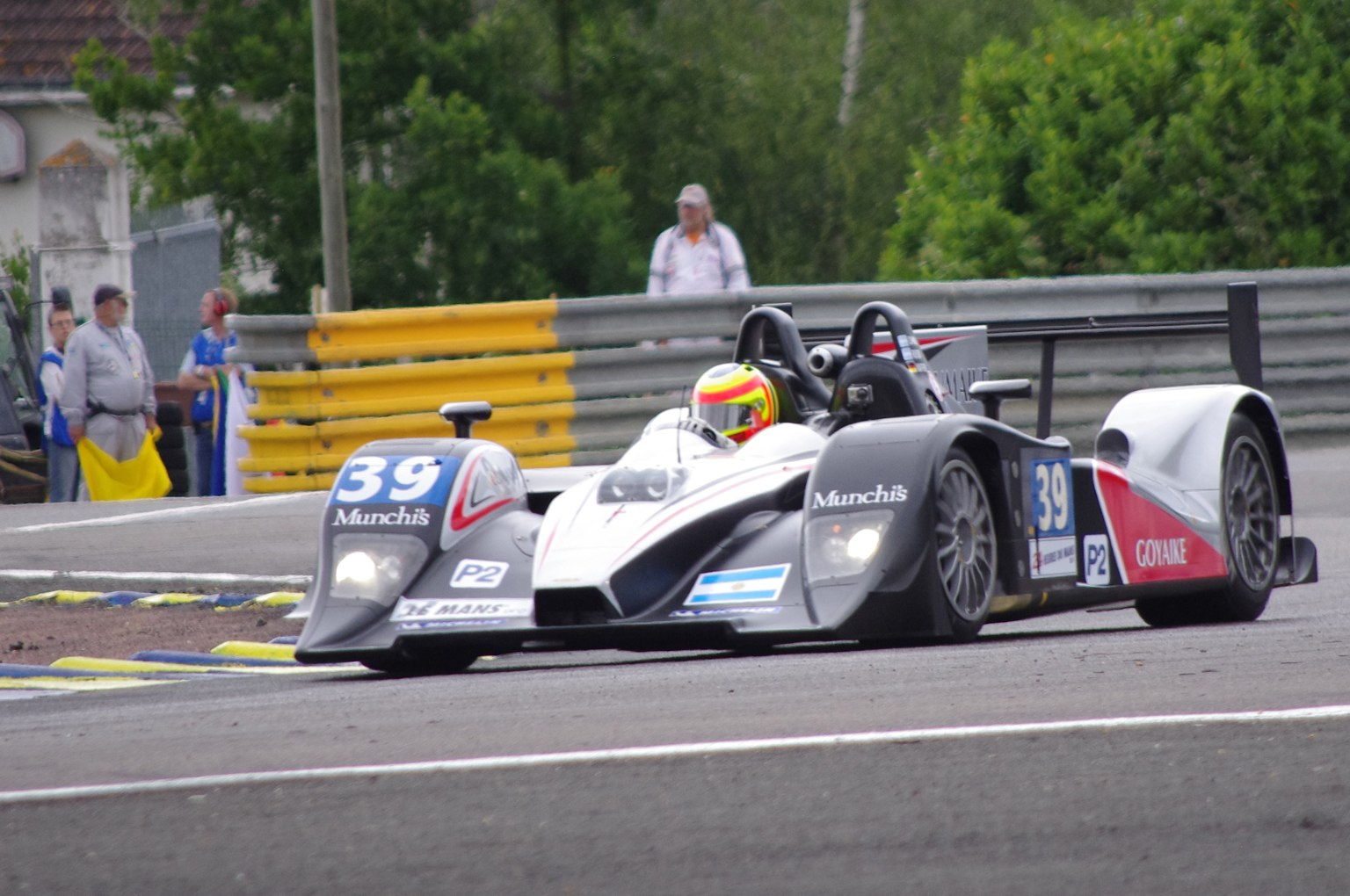
Lola Judd-BMW de Pecom pilotado por Pierre Kaffer en las 24 Horas de Le Mans de 2011

Pierre Kaffer (7 de noviembre de 1976, Bad Neuenahr-Ahrweiler, Alemania) es un piloto de automovilismo de velocidad alemán que se ha destacado en sport prototipos y gran turismos. Fue subcampeón de la Le Mans Series 2004 y American Le Mans Series 2009, y campeón del Open Internacional de GT 2010. Asimismo, obtuvo la victoria absoluta en las 12 Horas de Sebring 2004, la victoria en la clase GT2 en las 24 Horas de Le Mans 2009, las 12 Horas de Sebring de 2009 y 2010, y Petit Le Mans 2009 y 2011, y podios absolutos en las 24 Horas de Nürburgring.

## Inicios en el automovilismo
Kaffer debutó en el karting a la edad de 13 años. En 1994 pasó a correr en monoplazas, resultando subcampeón de la Fórmula Ford Alemana en 1995 por detrás de Nick Heidfeld. En 1996 obtuvo el título en la Fórmula Opel Alemana, y triunfó en la Copa de las Naciones de la Fórmula Opel Lotus.
Luego disputó la Fórmula 3 Alemana, donde resultó sexto en 1997, cuarto en 1998, octavo en 1999, tercero en 2000 y cuarto en 2001, enfrentándose a Giorgio Pantano, Timo Scheider, Marcel Fässler, Wolf Henzler y Stefan Mücke entre otros. Por otra parte, llegó cuarto en el Gran Premio de Macao de Fórmula 3 de 2000.
Kaffer dejó los monoplazas en el año 2002, y comenzó a disputar la monomarca de gran turismos Copa Porsche Carrera Alemania. Consiguió una victoria y cuatro podios, logrando así el tercer puesto de campeonato por detrás de Marc Lieb y Frank Stippler. En 2003 obtuvo dos triunfos y tres segundos puesto en la Supercopa Porsche, para ubicarse nuevamente tercero en la tabla de puntos, siendo superado por Henzler y Stippler. También disputó por última vez el Gran Premio de Macao de Fórmula 3, llegando quinto.

## Audi (2004-2006)
En 2004, el alemán se unió al equipo oficial de Audi en sport prototipos. Debutó en las 12 Horas de Sebring de la American Le Mans Series con un Audi R8 LMP1, donde ganó junto a Allan McNish y Frank Biela, y llegó quinto en las 24 Horas de Le Mans. Por otra parte, obtuvo dos victorias y un segundo puesto en la Le Mans Endurance Series junto a McNish, resultando subcampeón por detrás de sus compañeros de equipo Johnny Herbert y Jamie Davies. Más tarde, llegó segundo en Petit Le Mans y primero en la fecha de Laguna Seca de la ALMS junto a Herbert.
Kaffer volvió a Europa en 2005 para disputar el Deutsche Tourenwagen Masters con un Audi A4 2004 oficial del equipo Joest. Obtuvo un quinto puesto y un octavo como únicos resultados puntuables, y se colocó 15º en el campeonato de pilotos. En 2006 cambió al equipo Phoenix, y siguió corriendo con un automóvil del año anterior. Obtuvo un único punto tras un octavo puesto, y quedó relegado a la 16.ª colocación final.

## Porsche y Ferrari (2007-2010)
El piloto dejó Audi en 2007, y volvió a la Copa Porsche Carrera Alemania, donde terminó 12º sin podios. También resultó sexto en las 24 Horas de Nürburgring con un Porsche 911 de Paragon.
En 2008, Kaffer volvió a correr en resistencia a tiempo completo. Disputó la Le Mans Series con una Ferrari F430 del equipo Farnbacher junto a Pierre Ehret. Logró dos podios en cinco carreras, por lo que terminó quinto en el campeonato de pilotos de GT2 y tercero en el campeonato de equipos. También llegó tercero en su clase en las 24 Horas de Le Mans con Farnbacher, contando como tercer piloto a Lars-Erik Nielsen, y segundo en las 24 Horas de Nürburgring con un Porsche 911 de Manthey.
En paralelo, el alemán mantuvo una nutrida agenda en América del Norte. Corrió en tres fechas de la American Le Mans Series también con una Ferrari F430, logrando un segundo puesto en Mosport junto a Dirk Werner con un Porsche 911 de Farnbacher-Loles. Asimismo, corrió en cuatro fechas de la Grand-Am Rolex Sports Car Series con un Porsche 911 de Farnbacher-Loles, obteniendo un tercer puesto en la clase GT en México.
El piloto corrió cuatro fechas de la Le Mans Series 2009 con una Ferrari F430 de Farnbacher, resultando 14º en el campeonato de pilotos GT2 sin podios. En cambio, resultó subcampeón de GT2 de la American Le Mans Series con una Ferrari F430 de Risi junto a Jaime Melo Jr., logrando la victoria las 12 Horas de Sebring y Petit Le Mans, así como seis podios en diez carreras.
A su vez, logró la victoria en la clase GT2 en las 24 Horas de Le Mans con Risi, contando como tercer piloto a Mika Salo. También disputó las 24 Horas de Daytona con un Porsche 911 de Farnbacher-Loles, las 24 Horas de Spa con una Ferrari F430 de AF Corse, y las 24 Horas de Nürburgring con un Audi R8 de Abt, logrando el segundo puesto absoluto en esta última prueba.
En 2010, pasó al equipo CRS para disputar la Le Mans Seres con un Ferrari F430, sin lograr podios. En paralelo, corrió en el Open Internacional de GT junto a Álvaro Barba con una Ferrari F430 de AF Corse, donde fue campeón absoluto y de la clase Super GT. También disputó tres fechas de la American Le Mans Series y las 24 Horas de Le Mans con una Ferrari F430 de Risi, triunfando en las 12 Horas de Sebring junto a Melo y Gianmaria Bruni

## Pecom (2011-2013)
Kaffer volvió a los sport prototipos en 2011, al ser fichado por el equipo Pecom para pilotar un Lola Judd-BMW de la clase LMP2. Acompañado de Luis Pérez Companc y Matías Russo, obtuvo un segundo puesto en Paul Ricard, terminando así 17º en el campeonato de pilotos de la Le Mans Series, y abandonó en las 24 Horas de Le Mans.
El piloto siguió corriendo en gran turismos, al resultar sexto en las 12 Horas de Sebring y primero en Petit Le Mans con una Ferrari de AF Corse junto Bruni y Giancarlo Fisichella, y abandonar en las 24 Horas de Nürburgring con un Mercedes-Benz SLS AMG de Mamerow / Rowe.
En 2012, el equipo de Pérez Companc retuvo a Kaffer para disputar el nuevo Campeonato Mundial de Resistencia con un Oreca Nissan de la clase LMP2, contando como tercer piloto a Soheil Ayari y luego Nicolas Minassian. El alemán logró una victoria, dos segundos puestos (uno de ellos en las 24 Horas de Le Mans) y dos terceros, por lo que resultó tercero en el campeonato de equipos. También corrió con Pecom en las 12 Horas de Le Mans, donde llegó séptimo absoluto y tercero en la clase LMP2, y en las dos fechas europeas de la European Le Mans Series. Por otra parte, el piloto llegó tercero absoluto en las 24 Horas de Nürburgring con un Mercedes-Benz SLS AMG de Heico.
Kaffer siguió junto a Pérez Companc y Minassian en el Campeonato Mundial de Resistencia 2013. Obtuvo una victoria y cuatro podios, por lo que resultó décimo en el campeonato de pilotos de LMP2 y cuarto en el campeonato de equipos. También disputó las 24 Horas de Nürburgring con un Porsche 911 de Timbuli, las 12 Horas de Sebring en la clase PC con el equipo DragonSpeed, y tres fechas de la serie Grand-Am con un prototipo del equipo Starworks, resultando tercero absoluto en las 6 Horas de Watkins Glen junto a Brendon Hartley y Scott Mayer.

## IMSA (2014-presente)
En 2014, Kaffer empezó compitiendo con el equipo Starworks las dos primeras fechas del United SportsCar Championship con un Prototipo Challenge en Daytona, y un Riley-Honda de la clase DP en Sebring. Más tarde, participó en ocho fechas del campeonato con una Ferrari F458 Italia de Risi; teniendo como compañero de butaca a Giancarlo Fisichella. Logró dos triunfos en Road America y Virginia y cuatro podios, finalizando decimonoveno en el campeonato de pilotos de la clase GTLM. Además compitió en las 24 Horas de Le Mans en un Ferrari F458 Italia de AF Corse.
El alemán siguió pilotando una Ferrari 458 de Risi junto a Fisichella en el United SportsCar Championship 2015. Obtuvo tres segundos puestos, dos terceros y ocho top 5, de modo que se colocó sexto en el campeonato de pilotos y cuarto en el campeonato de equipos.

## Resultados

### Campeonato Mundial de Resistencia de la FIA
(Clave) (negrita indica pole position) (cursiva indica vuelta rápida)

| Año  | Escudería            | Clase | Automóvil       | 1   | 2   | 3   | 4   | 5   | 6   | 7   | 8   | 9   | Pos. | Puntos | Ref.  |
| ---- | -------------------- | ----- | --------------- | --- | --- | --- | --- | --- | --- | --- | --- | --- | ---- | ------ | ----- |
| 2012 | PeCom Racing         | LMP2  | Oreca 03-Nissan | SEB | SPA | LMS | SIL | SÃO | BHR | FUJ | SHA |     | 16.º | 34.5   | [ 1 ] |
| 2012 | PeCom Racing         | LMP2  | Oreca 03-Nissan | 6   | 20  | 7   | 11  | 8   | 6   | 11  | 10  |     | 16.º | 34.5   | [ 1 ] |
| 2013 | PeCom Racing         | LMP2  | Oreca 03-Nissan | SIL | SPA | LMS | SÃO | COA | FUJ | SHA | BHR |     | 4.º  | 110    | [ 2 ] |
| 2013 | PeCom Racing         | LMP2  | Oreca 03-Nissan | 3   | 1   | 4   | 3   | 2   | 5   | Ret | 7   |     | 4.º  | 110    | [ 2 ] |
| 2014 | Lotus                | LMP1  | CLM P1/01-AER   | SIL | SPA | LMS | COA | FUJ | SHA | BHR | SÃO |     | 26.º | 0.5    | [ 3 ] |
| 2014 | Lotus                | LMP1  | CLM P1/01-AER   |     |     |     |     | Ret | 14  | Ret | Ret |     | 26.º | 0.5    | [ 3 ] |
| 2015 | Team ByKolles        | LMP1  | CLM P1/01-AER   | SIL | SPA | LMS | NÜR | COA | FUJ | SHA | BHR |     | 15.º | 13     | [ 4 ] |
| 2015 | Team ByKolles        | LMP1  | CLM P1/01-AER   |     |     |     | 15  | 8   | 8   | 8   | 12  |     | 15.º | 13     | [ 4 ] |
| 2016 | ByKolles Racing Team | LMP1  | CLM P1/01-AER   | SIL | SPA | LMS | NÜR | MEX | COA | FUJ | SHA | BHR | 22.º | 10.5   | [ 5 ] |
| 2016 | ByKolles Racing Team | LMP1  | CLM P1/01-AER   |     |     | Ret | Ret | 14  |     | Ret | 7   | 8   | 22.º | 10.5   | [ 5 ] |